# ناحیه بیرینجر، میشیگان
ناحیه بیرینجر (به انگلیسی: Bearinger Township) یک منطقهٔ مسکونی در ایالات متحده آمریکا است که در Presque Isle County واقع شده‌است.
 ناحیه بیرینجر ۱۶۴٫۷ کیلومتر مربع مساحت و ۳۶۹ نفر جمعیت دارد و ۲۱۰ متر بالاتر از سطح دریا واقع شده‌است.